# Johannes Koder
Johannes Koder (ur. 26 lipca 1942 w Wiedniu) – austriacki historyk, bizantynolog.

## Życiorys
Był uczniem Herberta Hungera. W 1965 uzyskał doktorat, habilitował się w 1973 w Wiedniu, od 1977 posiada tytuł profesora. W latach 1979–1985 pracował na Uniwersytecie Jana Gutenberga w Moguncji. Od 1985 pracuje w Institut für Byzantinistik und Neogräzistik Uniwersytetu Wiedeńskiego. Jest członkiem Österreichische Akademie der Wissenschaften (Austriackiej Akademii Nauk). Pełni funkcję wiceprzewodniczącego Association internationale des études byzantines.
Otrzymał tytuł doktora honoris causa Uniwersytetu im. Kapodistriasa w Atenach.

## Wybrane publikacje
- „Euromediterraneum” i „Eurazja“ w poglądach Bizantyńczyków na przestrzeń i politykę, przeł. Kazimierz Ilski, Anna Kotłowska, Poznań 2007.
- Romanos Melodos: Die Hymnen. Übersetzt und erläutert. 2 Halbbde. Stuttgart 2005.
- Der Lebensraum der Byzantiner. Historisch-geographischer Abriss ihres mittelalterlichen Staates im östlichen Mittelmeerraum, Darmstadt 1985.